# Кастро (гора)
Кастро — гора высотой 1630 метров на северной стороне ледника Селлера, 9 км к юго-востоку от горы Гилберт (гора) в центральной части Антарктического полуострова.
Она была сфотографирована с воздуха Британской экспедицией к Земле Грэма в 1937 году и Экспедицией по исследованию Антарктики Ронна в 1947 году.
Гора была обследована с земли Британской антарктической службой в декабре 1958 года и названа Британским комитетом по антарктическим названиям в честь португальского мореплавателя Жуана ди Каштру, который проводил первичные экспериментальные исследования изменений магнитного компаса.